# Eckhard Henscheid

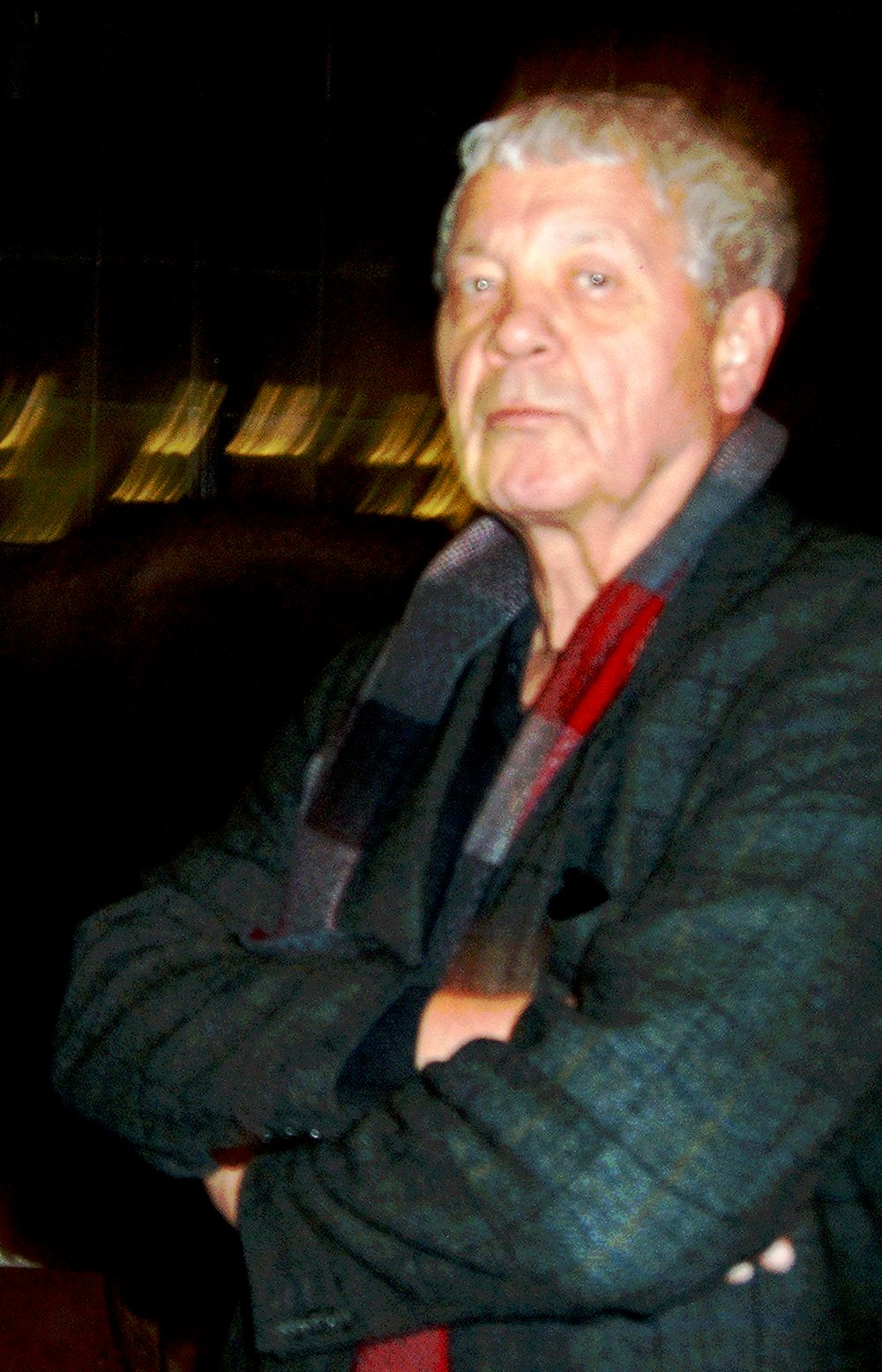
Eckhard Henscheid, 2005

Eckhard Henscheid (geboren 14. September 1941 in Amberg) ist ein deutscher Schriftsteller und Satiriker. Henscheid gehört zu den  Mitgliedern der Neuen Frankfurter Schule um die Satiremagazine pardon und Titanic.

## Leben
Ursprünglich wollte Henscheid nach dem Abitur an der Oberrealschule Amberg (heute Gregor-Mendel-Gymnasium) Musiklehrer werden. Er studierte dann aber in München Germanistik und Publizistik. Er schloss mit einer Magisterarbeit über Gottfried Keller ab und arbeitete anschließend als Journalist in Regensburg und als Redakteur in Frankfurt am Main. Ab 1971 lebte er als freier Schriftsteller in Frankfurt am Main, Amberg und Arosa (Schweiz). Heute lebt er mit seiner Frau in Amberg (Oberpfalz).
Im Juli 1970 nahm Henscheid – damals Mitglied der SPD – an der „Besetzung“ des Springerhochhauses in Berlin teil. Die „Besetzung“ ereignete sich im Rahmen einer satirischen Aktion der pardon-Redaktion, der Henscheid damals angehörte. Die Besetzung war als Protest gedacht „wider die Volksverhetzung durch die Bild-Zeitung“.
In den frühen 1990er-Jahren hatte Henscheid gerichtliche Auseinandersetzungen in Fragen der Kunstfreiheit mit der Unternehmensberaterin Gertrud Höhler und René Böll, dem Sohn des Literaturnobelpreisträgers Heinrich Böll. Henscheid hatte Heinrich Böll zuvor in einer Rezension unter anderem als „steindumm“ und „korrupt“ bezeichnet, über eine Werbeaktion Höhlers für American Express hatte er einen Artikel namens Sie muss verrückt sein in konkret veröffentlicht. In beiden Fällen unterlag Henscheid, der sich auf die Meinungsfreiheit berief, schließlich vor Gericht. Das Bundesverfassungsgericht wies eine Beschwerde gegen ein vorheriges Urteil eines Landgerichtes zurück mit der Begründung, Henscheids Böll-Rezension sei eine Schmähkritik und damit nicht durch das Recht auf freie Meinungsäußerung gedeckt.
Im Juni 2000 übernahm Henscheid die Heidelberger Poetik-Dozentur 2000. Im Mittelpunkt der Vorlesungen stand das Komische in der Literatur. Des Weiteren war er Gastdozent in Klagenfurt (2001) und in Göttingen (2007).
Im Jahr 2004 unternahm Henscheid zusammen mit Egon Bahr, dem Schriftsteller Jürgen Roth und weiteren Gästen auf Einladung der damaligen Präsidenten Wladimir Putin und Johannes Rau eine Wolgareise. Austausch  mit Künstlern, Musikern, Dozenten und Wissenschaftlern sowie kulturelle Veranstaltungen wie Konzerte und Workshops in den Sparten Musik, Literatur und Theater standen auf dem Programm.
Henscheid ist Mitglied der Deutschen Akademie für Fußball-Kultur.

## Literarisches Werk
Charakteristisch für Henscheids Werk ist – weit über seinen Kampf gegen das „Dummdeutsche“ in jeder Form hinaus – die Vielzahl der von ihm gepflegten Gattungen und Genres. Seine Arbeiten umfassen Erzählungen, Romane, Idyllen, Märchen, Satiren, Essays, Lyrik, Nonsens-Dichtung, Polemiken und Glossen, Literatur-, Kunst- und Musikkritik. Dabei verknüpft er eigenständige sprachliche Virtuosität mit Motiven aus der Romantik und dem gesellschaftskritischen Impetus der Frankfurter Schule.
Henscheids Romane (die Trilogie des laufenden Schwachsinns und Dolce Madonna Bionda), die Idylle Maria Schnee und etliche Erzählungen zeigen Männer in Phasen des psychischen Zerfalls beziehungsweise des Verfallenseins an eine fixe Idee. Henscheids Zentralfiguren widmen sich der Beobachtung bis hin zum Voyeurismus und zur Idolatrie. Das defekte Roman-Subjekt bewegt sich in einer gleichfalls dysfunktionalen, verrückten Außenwelt. Der Romancier Henscheid verarbeitete häufig tagesaktuelle Themen. Hierdurch wurde seine Epik leicht  als Satire verstanden. 
Die Trilogie des laufenden Schwachsinns (bestehend aus Die Vollidioten, Geht in Ordnung – Sowieso – – Genau – – –, Die Mätresse des Bischofs) arbeitet mit Ich-Erzählern, doch auch danach bleibt eine sehr bewusste Erzählposition bestehen, etwa in der Syntax des in Echtzeit gedachten Satzes in Maria Schnee: Der Leser tritt in den Kopf der Zentralfigur ein. Henscheid montiert – meist verdeckt – Literatur- und Opernzitate in seine Texte ein. So erweist er insbesondere Fjodor M. Dostojewski und Franz Kafka die Reverenz auch und gerade als Humoristen. Zu  Henscheids geschätzten Schriftstellern zählt  Italo Svevo. Während er aus Prinzip die Annahme von Preisen ablehnte, machte er u. a. (s. u.) beim Italo-Svevo-Preis eine Ausnahme.

## Rezeption und Positionen
Manchen gelten Henscheids Erzählungen und Romane als entschiedene formale Neuerungen; so dem Literaturkritiker Gustav Seibt, wenn er in der Frankfurter Allgemeinen Zeitung die „unvergleichliche Leistung des Humors“ würdigt und von der „Henscheidschen Wende in der deutschen Nachkriegsliteratur“ spricht. Andere akzentuieren mehr des Autors Neuerungen im schriftstellerischen Klein- und Nebengewerbe: „Das deutsche Feuilleton nach 1980 hat an ihm und mit ihm das Schreiben gelernt.“ Der Tübinger Literaturprofessor Gert Ueding, der Henscheid 1987 im Zusammenhang des Klagenfurter Erzählerwettbewerbs und Henscheids Übernahme eines Jurorenamts als „Klamaukschriftsteller“ bezeichnet hatte, will es 2009 „so nicht gesagt“ haben. Henscheid: „Es stimmt ja auch gar nicht, ich bin mehr ein Klimbim- oder auch Krawallschriftsteller.“ Vor allem manche Kollegen sehen das anders. Der Verlag Zweitausendeins zitiert im Rahmen der Henscheid-Werkausgabe drei Schriftsteller: Brigitte Kronauer zur Romantrilogie (1973–78): „Mir war auf Anhieb klar, dass es sich für mich um das große Romanwerk nach dem Zweiten Weltkrieg handelt.“ Martin Mosebach: „Henscheid ist ein Erdteil.“ Für Martin Walser ist Maria Schnee das Erzählwerk „mit dem größten mir bekannt gewordenen Atomgewicht“.
Immer wieder hat sich Henscheid aus einstmals enger redaktioneller Mitarbeit zurückgezogen, so zum Beispiel 1996 von der FAZ, ab 1975 von pardon, zeitweise von der Titanic. Im Februar 1999 gab Henscheid aufgrund von Differenzen mit Chefredakteur Hermann L. Gremliza seine langjährige Mitarbeit bei der Zeitschrift konkret auf. Vorausgegangen waren Meinungsverschiedenheiten in der Walser-Bubis-Kontroverse und generell über den Inhalt des Begriffs „Antisemitismus“, den konkret Henscheid zugeschrieben hatte.

Henscheid hat zweimal der Wochenzeitung Junge Freiheit Interviews gegeben. Das erste davon ging ein in die Textsammlung des Buchs Der Streit um Martin Walser, in dem Walser gegen den Vorwurf des Antisemitismus im Zusammenhang mit dem Roman Tod eines Kritikers verteidigt wird. 2006 unterzeichnete er den von der Zeitung initiierten „Appell für die Pressefreiheit“ gegen den Ausschluss der Jungen Freiheit von der Leipziger Buchmesse.
2009 wurde Henscheid der bayerische Jean-Paul-Preis verliehen – „für sein literarisches Lebenswerk […] und nicht für seine publizistischen Scharmützel“, wie der bayerische Kunstminister Wolfgang Heubisch bei der Preisverleihung betonte. Ein polemischer Artikel gegen  Angela Merkel, den Henscheid kurz zuvor in der Jungen Freiheit publiziert hatte, hatte für Aufsehen gesorgt, und bis auf eine Ausnahme blieben sämtliche Juroren, die auf Druck des Ministeriums später durch andere ersetzt wurden, der Preisverleihung fern.
Ein für Frühjahr 2012 vorgesehener und bereits fertiggestellter autobiografischer Band Denkwürdigkeiten – Aus meinem Leben wurde wegen Unstimmigkeiten mit dem Rowohlt Berlin Verlag einvernehmlich zurückgezogen. Die Autobiografie erschien 2013 bei Schöffling & Co.
Eckhard Henscheids Debüt- und Frankfurtroman Die Vollidioten aus dem Jahr 1973 wurde für die fünfte Staffel der Veranstaltungsreihe Frankfurt liest ein Buch ausgewählt, die mit ca. 70 Veranstaltungen vom 31. März bis zum 13. April 2014 im Frankfurter Raum stattfand.
Seit dem 3. Juli 2014 ist Eckhard Henscheid der vermeintlich erste und einzige lebende deutsche Autor, nach dem ein Lokal benannt ist, das „Henscheid“ in der Mainkurstraße 27 im Frankfurter Stadtteil Bornheim.
Zum 80. Geburtstag würdigte die Süddeutsche Zeitung: "Henscheid hat sich schon längst in seine Heimat, das seelenvolle Amberg, zurückgezogen, er publiziert nur noch wenig, und seine Physiognomie verwittert zunehmend ins Fragende. Aber längst liegt eine Werkausgabe vor, die neben den großen Romanen all die vielen Interventionen des Tages versammelt, ein "groß Geström von Sprache" (Dante/Borchardt). Diese Sprache zeigt sich, je mehr ihre oft zufälligen und beiläufigen Anlässe vermodern, in ihrer spielerischen, tief lustigen, tief rührenden Klanggestalt. Das Grobe fällt ab, das Zarte dauert."

## Werke

### Gesamtausgabe
- Gesammelte Werke in Einzelausgaben. Zweitausendeins, Frankfurt am Main 2003–2008
  - Band 1: Romane I. (Enthält: Die Vollidioten. Geht in Ordnung - sowieso -- genau ---) 2003.
  - Band 2: Romane II. (Enthält: Die Mätresse des Bischofs. Im Kreis.) 2003.
  - Band 3: Polemiken. (Enthält: Erledigte Fälle. Briefe an die Leser. TV-Zombies. Sudelblätter. Worte der Woche. Das Gewäsch des Monats. Das Wahrwort des Monats u. a.) 2003.
  - Band 4: Erzählungen I. (Enthält: Die Lieblichkeit des Gardasees. Ein scharmanter Bauer. Schwedengeschichten u. a.) 2003.
  - Band 5: Erzählungen II. (Enthält: Roßmann, Roßmann ... Wir standen an offenen Gräbern. Kleine Prosa. 10:9 für Stroh u. a.) 2003.
  - Band 6: Romane III. (Enthält: Dolce Madonna Bionda. Maria Schnee. Beim Fressen beim Fernsehen.) 2004.
  - Band 7: Musik. (Enthält: Verdi ist der Mozart Wagners. Musikplaudertasche. Warum Frau Grimhild Alberich außerehelich Gunst gewährte. Neue musikalische Schriften u. a.) 2005.
  - Band 8: Lyrik & Drama. (Enthält: An krummen Wegen. Politische Gedichte. Goethe-Hörspiele. Standardsituationen u. a.) 2006.
  - Band 9: Literaturkritik. (Enthält: Kritiken und Feuilletons aus den Jahren 1971 bis 2004). 2007.
  - Band 10: Biographie & Theologie. (Enthält: Helmut Kohl. Die Zwicks. Mein Leben mit Marx. Welche Tiere und warum das Himmelreich erlangen können u. a.) 2008.
  - Vor der Fertigstellung des 11. und abschließenden Bands wurde die Werkausgabe vorzeitig abgeschlossen.

### Bücher
- Trilogie des laufenden Schwachsinns:
  - Die Vollidioten – Ein historischer Roman aus dem Jahr 1972. 1973
  - Geht in Ordnung – sowieso – – genau – – – Ein Tripelroman über zwei Schwestern, den ANO-Teppichladen und den Heimgang des Alfred Leobold. 1977
  - Die Mätresse des Bischofs. 1978
- Verdi ist der Mozart Wagners – Eine Art Opernführer. 1979
- Ein scharmanter Bauer. Erzählungen und Bagatellen. Zweitausendeins, Frankfurt am Main 1980.
- Beim Fressen beim Fernsehen fällt der Vater dem Kartoffel aus dem Maul. Renner, München 1981, ISBN 3-921499-48-8.
- Der Neger (Negerl) (zusammen mit Immanuel Kant). München 1982
- (Hrsg. mit F. W. Bernstein) Unser Goethe – Ein Lesebuch. 1982
- Roßmann, Roßmann... – Drei Kafka-Geschichten. Haffmans, Zürich 1982, ISBN 3-251-00002-0.
- Wie Max Horkheimer einmal sogar Adorno hereinlegte (Anekdoten über Fußball, Kritische Theorie, Hegel und Schach). 1983
- Dummdeutsch – Ein satirisch-polemisches Wörterbuch. Zusammen mit Carl Lierow, Elsemarie Maletzke, Chlodwig Poth (Illustrationen), Fischer TB 7583, Frankfurt am Main 1985, ISBN 3-596-27583-0.
- Frau Killermann greift ein (Erzählungen und Bagatellen). 1985
- mit F. W. Bernstein: Literarischer Traum- und Wunschkalender. Haffmans, Zürich 1985
- Mein Lesebuch (Anthologie). Fischer Taschenbuch 1986
- Erledigte Fälle. Bilder deutscher Menschen. Mit Illustrationen von Hans Traxler. Frankfurt am Main 1986
- Sudelblätter (Aufzeichnungen). 1987
- mit F. W. Bernstein: TV-Zombies – Bilder und Charaktere. Haffmans, Zürich 1987
- mit Bernd Eilert: Eckermann und sein Goethe. Ein Schau-/Hörspiel getreu nach der Quelle: Illustrationen von F. W. Bernstein. Frankfurt am Main 1987
- Maria Schnee – Eine Idylle. 1988
- Wir standen an offenen Gräbern (Nachrufe). 1988
- mit Regina Henscheid als Hella-Dore Tietjen: ... und sie verpfuschten mir mein Leben. Eine Abrechnung. Haffmans, Zürich 1988.
- Kleine Trilogie der großen Zerwirrnis. Haffmans, Zürich 1988, ISBN 3-251-00137-X.
- Standardsituationen (Fußballdramen). 1988
- Die Wurstzurückgehlasserin. Fünf Erzählungen. Haffmans, Zürich 1988, ISBN 3-251-01020-4.
- Die drei Müllerssöhne (Märchen und Erzählungen). Haffmans, Zürich 1989, ISBN 3-251-00145-0.
- Dolce Madonna bionda. Haffmans, Zürich 1989, ISBN 3-251-01027-1.
- Was ist eigentlich der Herr Engholm für einer? – Ausgewählte Satiren und Glossen. Haffmans, Zürich 1989, ISBN 3-251-01050-6.
- Hoch lebe Erzbischof Paul Casimir Marcinkus – Ausgewählte Satiren und Glossen. Haffmans, Zürich 1990, ISBN 3-251-01070-0.
- Wie man eine Dame verräumt – Ausgewählte Satiren und Glossen. Haffmans, Zürich 1990, ISBN 3-251-01095-6.
- Musikplaudertasche. Konkret Literatur Verlag, Hamburg 1990
- Helmut Kohl. Biographie einer Jugend. Haffmans, Zürich 1991, ISBN 3-251-01136-7.
- Die Wolken ziehn dahin. Feuilletons. Haffmans, Zürich 1992, ISBN 3-251-00194-9.
- Da lacht das runde Leder (Fußball-Anekdoten, mit Illustrationen von F. W. Bernstein). Haffmans, Zürich 1992
- Kleine Poesien. Neue Prosa. Haffmans, Zürich 1992.
- Die Lieblichkeit des Gardasee. Gesammelte Erzählungen. Haffmans, Zürich 1993, ISBN 3-251-00381-X.
- Hersbrucker Trilogie. Kurzprosa. ars vivendi Verlag, Cadolzburg 1993, ISBN 3-927482-52-8.
- An krummen Wegen – Gedichte und Anverwandtes. Haffmans, Zürich 1994, ISBN 3-251-00242-2.
- Die Zwicks. Fronvögte, Zwingherrn und Vasallen. Haffmans, Zürich 1995, ISBN 3-251-00272-4.
- Welche Tiere und warum das Himmelreich erlangen können. Neue theologische Studien. Reclam, Stuttgart (1995)
- mit Gerhard Henschel und Brigitte Kronauer: Kulturgeschichte der Mißverständnisse – Studien zum Geistesleben. Reclam, Ditzingen 1997
- 10:9 für Stroh – Drei Erzählungen. 1998
- Aus der Heimat hinter den Blitzen rot. Ein Lesebuch zu Gedichten von Joseph von Eichendorff. Hanser, (1999)
- Goethe unter Frauen – Elf biographische Klarstellungen. 1999
- Meine Jahre mit Sepp Herberger. 1999
- Jahrhundert der Obszönität. 2000
- Warum Frau Grimhild Alberich außerehelich Gunst gewährte - Neue musikalische Schriften. Mit Illustrationen von F. W. Bernstein. 2001
- Alle 756 Kulturen. Zweitausendeins, Frankfurt am Main 2001, ISBN 3-86150-241-0.
- mit Oliver Maria Schmitt: Erotik pur mit Flirt-Faktor – Worte der Woche und Verwandtes. 2002
- Die Nackten und die Doofen – Aufsätze zur Kulturkritik. zu Klampen! Verlag, Springe 2003, ISBN 3-934920-30-6.
- Auweia. Kunstmann, München 2007, ISBN 978-3-88897-483-0.
- Gott trifft Hüttler in Vaduz. Kunstmann, München 2008, ISBN 978-3-88897-525-7.
- Dummdeutsch. Beträchtlich erw. Neuausg. Reclam, Stuttgart 2009, ISBN 978-3-15-008865-4.
- Aus der Kümmerniß. Wildleser-Verl. Gasseleder, Erlangen 2012, ISBN 978-3-923611-44-7.
- Götter, Menschen und sieben Tiere. Reclam, Stuttgart 2013, ISBN 978-3-15-010871-0.
- Denkwürdigkeiten. Aus meinem Leben. Schöffling & Co., Frankfurt am Main 2013, ISBN 978-3-89561-852-9. (Autobiografie)
- Dostojewskis Gelächter. Piper, München 2014, ISBN 978-3-492-05623-6.
- mit Michael Gölling: 100 Namen, die uns zwei gefallen. Original Hersbrucker Bücherwerkstätte, Hersbruck 2017
- Aus dem Leben der Heiligen. Büro Wilhelm Verlag, Amberg 2018, ISBN 978-3-943242-92-8.

### Tonträger
- Poschiavo – Graz einfach (CD, Eichborn Verlag, 2003)
- mit Gerhard Polt: Geht in Ordnung – sowieso – ja mei (CD, Kein & Aber, 2006)
- Wie man eine Dame verräumt (CD, Kein & Aber, 2007)
- Hörwerke (MP3-CD, Zweitausendeins, 2008)

## Auszeichnungen
- 2004 Italo-Svevo-Preis
- 2005 Kulturpreis der Stadt Amberg, laut Henscheid „als Danksagung für geförderten Fremdenverkehr“.
- 2009 Jean-Paul-Preis des Freistaates Bayern
- 2018 Kasseler Literaturpreis für grotesken Humor